# Centenaire de Lourdes
 ‘Centenaire de Lourdes’ est le nom d'un cultivar de rosier créé en 1958 par un  obtenteur, André Chabert, fils d'un rosiériste amateur reconnu, qui a intégré en 1955 l'entreprise du rosiériste français, Delbard. Ce cultivar, qui appartient au groupe des floribundas, est issu  de ‘Frau Karl Druschki’ et de semis inconnus. Son nom rappelle le centenaire des apparitions de Lourdes.

## Description

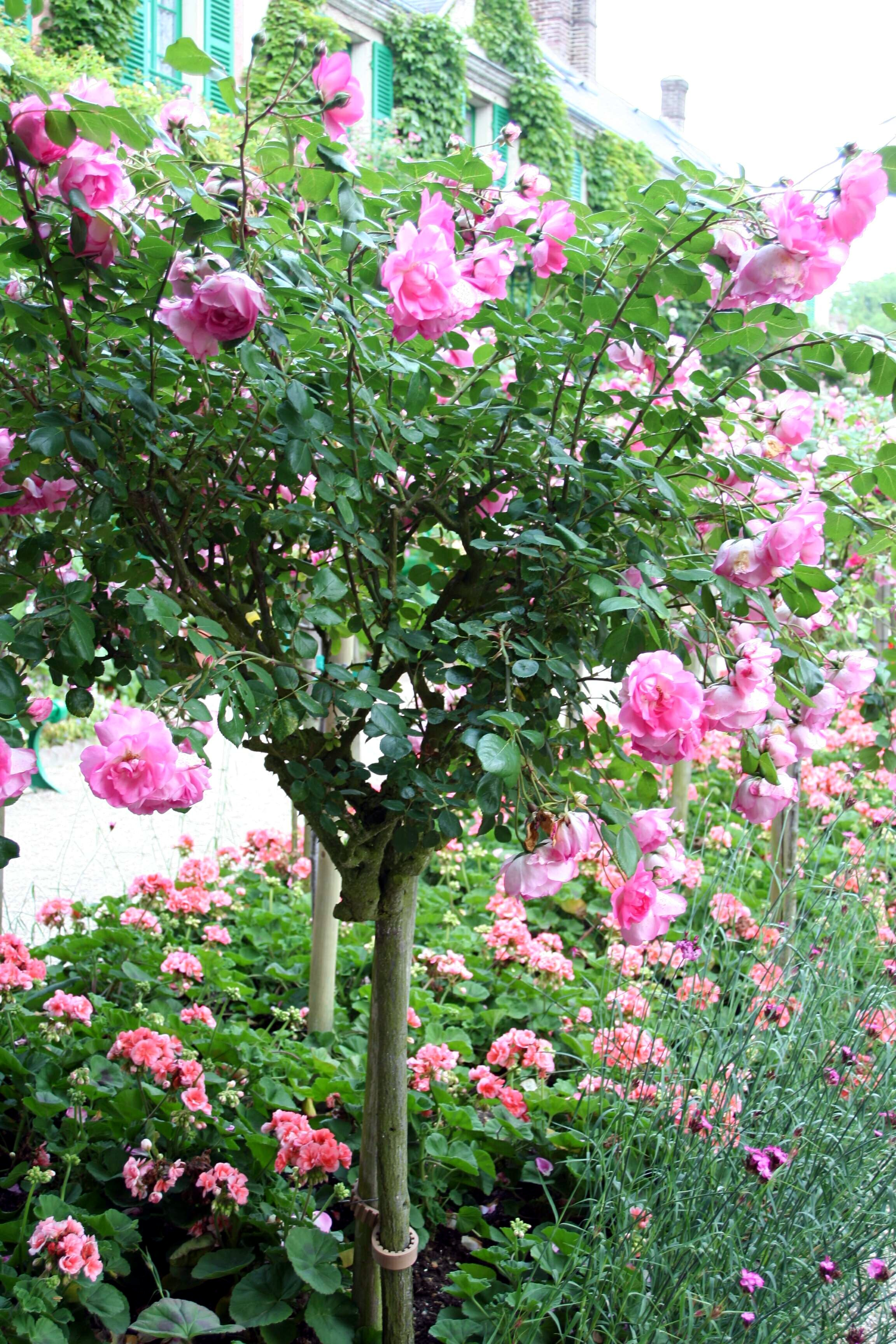
‘Centenaire de Lourdes’ greffé sur tige, jardin de Claude Monet à Giverny.

C'est un rosier buisson d'une hauteur de 1,5 à 2 mètres, aux grandes fleurs roses semi-doubles, nombreuses, réunies en bouquets abondants de cinq à dix fleurs, légèrement parfumées, à la floraison remontante quasi-continue de juin aux premières gelées.
Il appartient au groupe des rosiers « floribunda », rosiers buisson à fleurs groupées. Ils ont tous été créés par hybridation à partir d'un parent commun, Rosa multiflora, rosier liane rapporté du Japon au XVIIIe siècle.
Ce rosier est très résistant aux maladies cryptogamiques et ne demande aucun traitement. Ses fleurs tiennent relativement bien à la pluie. Il doit être exposé au soleil.
Il en existe une variété à fleurs rouges et parfum de jasmin, ‘Centenaire de Lourdes rouge’.

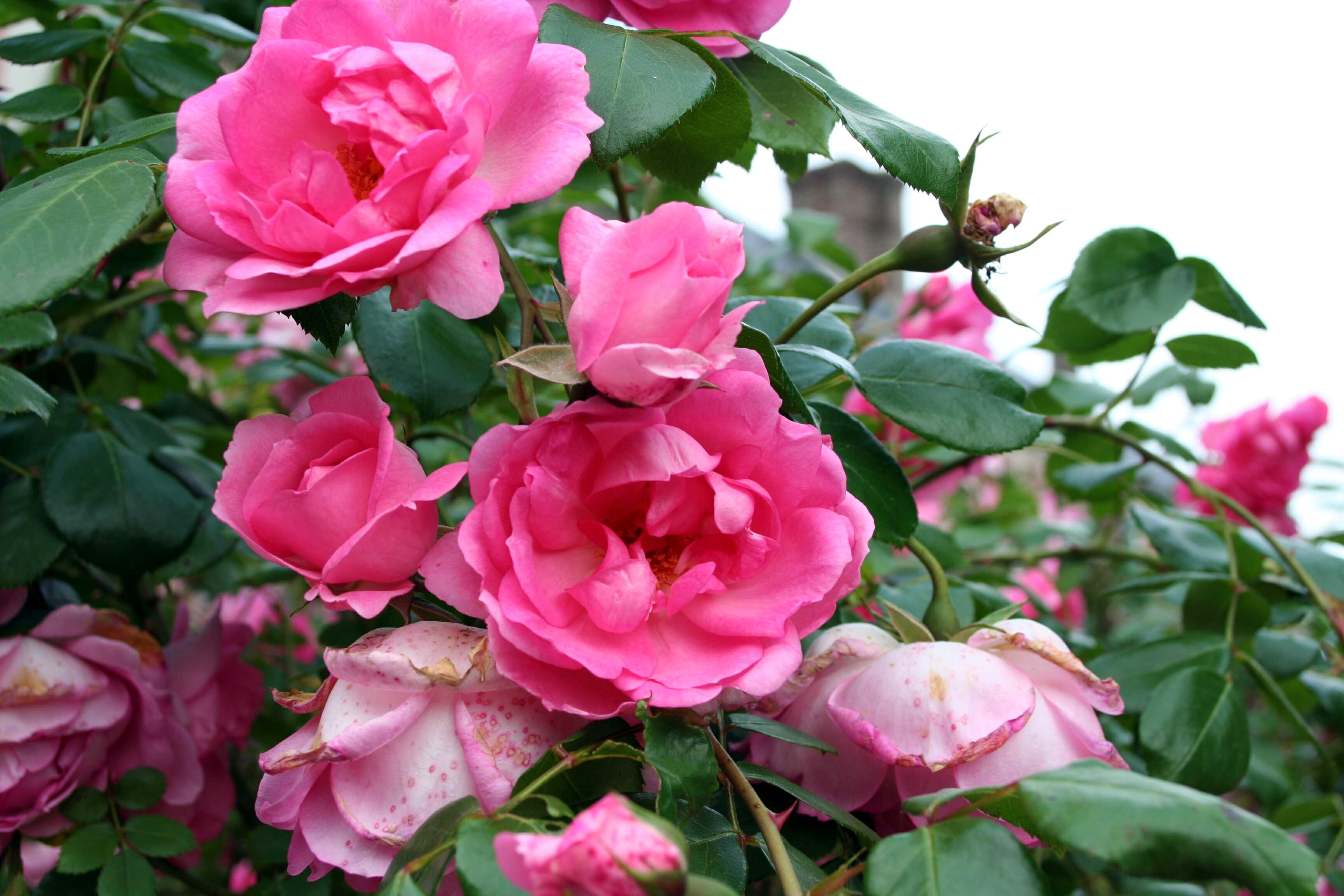
Roses ‘Centenaire de Lourdes’, jardin de Claude Monet à Giverny.

## Distinction
En 1994, la rose ‘Centenaire de Lourdes’ a  été choisie par le Congrès mondial des roses (World Rose Congress) parmi les dix premières roses du monde.

## Descendance
Ce rosier a donné naissance entre autres à 'Anne de Bretagne' (Meilland, 1980).